# Korczew (powiat zduńskowolski)

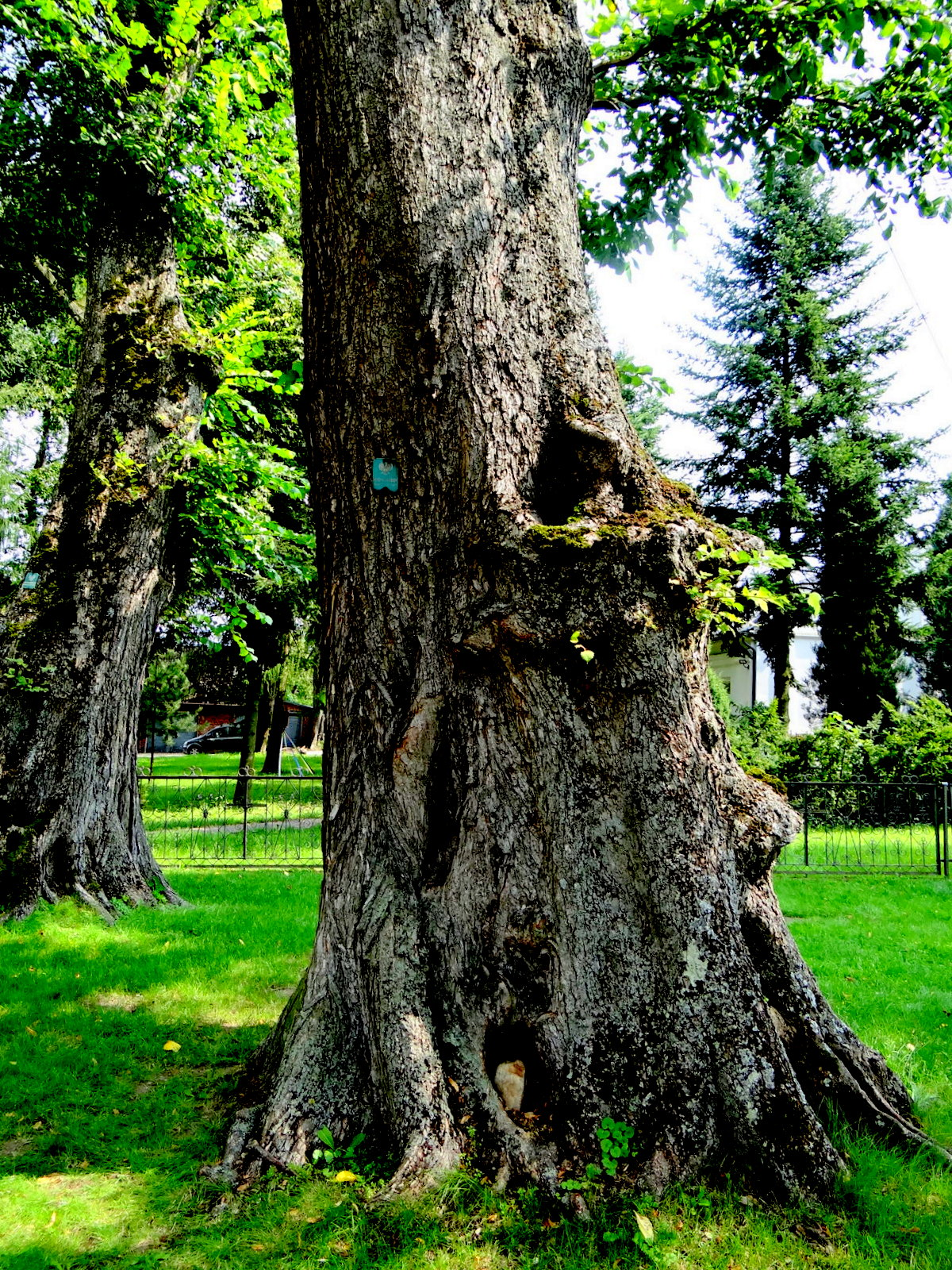
Pomnikowe wiązy przy kościele

Korczew – wieś w Polsce położona w województwie łódzkim, w powiecie zduńskowolskim, w gminie Zduńska Wola. Położona na obrzeżach Zduńskiej Woli.
Do 1953 roku miejscowość była siedzibą gminy Wojsławice, a w latach 1953–1954 gminy Korczew. W latach 1954–1972 wieś należała i była siedzibą władz gromady Korczew. W latach 1975–1998 miejscowość należała administracyjnie do województwa sieradzkiego.
| Identyfikator | Nazwa miejscowości | Rodzaj miejscowości |
| ------------- | ------------------ | ------------------- |
| 0721745       | Korczew Poduchowny | część miejscowości  |

## Historia
Korczew (Corczow) wieś dawniej szlachecka, powstała najprawdopodobniej przed XIII wiekiem, choć pierwsza pisana wzmianka o niej pochodzi z 1386. Parafia erygowana w XIII w. W 1767 wyłączono z parafii korczewskiej wsie: Zduńską Wolę, Stęszyce i Opiesin, tworząc nową parafię w Zduńskiej Woli. Przed II wojną światową odkryto tu cmentarzysko z okresu rzymskiego.

## Zabytki
Kościół drewniany pw. św. Katarzyny zbudowany na zgliszczach starego kościoła w 1729 powstał z fundacji ks. Grzegorza Ptaszkowskiego, restaurowany w 1857, rozbudowany w 1930, orientowany, konstrukcji zrębowej, oszalowany. Jednonawowy, z węższym i niższym prezbiterium, zamkniętym wielobocznie. Przy prezbiterium od pn. zakrystia, przy nawie od pd. – kruchta. Dachy dwuspadowe, gontowe. Wieżyczka z sygnaturką. Tabernakulum w głównym ołtarzu z I poł. XVII wieku, rzeźbione, z malowanymi przedstawieniami czterech ewangelistów. Krucyfiks barokowy z XVIII wieku. Pacyfikał barokowy z relikwiami św. Andrzeja Boboli. Na plebanii obraz Matki Boskiej z Dzieciątkiem (datowany na 12 grudnia 1881) Arkadiusza Jasińskiego, zesłanego do Tobolska za udział w powstaniu styczniowym. Wśród paramentów do niedawna na plebanii była także bursa z XVIII/XIX wieku zdobiona metalową pozłacaną nicią, na której jako ozdobę wykorzystano Order Orła Białego z dewizą: „Pro fide, rege et legi”. W ostatnich latach, dzięki staraniom miejscowego proboszcza i dotacjom z Unii Europejskiej, kościół przeszedł gruntowny remont.
Na cmentarzu grób 21 żołnierzy niemieckich (występują polskie nazwiska) I wojny światowej poległych w listopadzie 1914 r. w walkach w okolicach Korczewa, będących częścią Operacji Łódzkiej. Żołnierze pochodzili z Dolnego Śląska, głównie z miasta Lubań oraz mogiła 6 N.N. żołnierzy polskich poległych 5–6 września 1939, prawdopodobnie od kul tutejszych Niemców.
Według rejestru zabytków NID na listę zabytków wpisane są obiekty:
- kościół parafialny pw. św. Katarzyny, drewniany, 1729, 1930, nr rej.: 824 z 28.12.1967